# 大阪市立八幡屋小学校
大阪市立八幡屋小学校（おおさかしりつ やはたやしょうがっこう）は、大阪府大阪市港区にある公立小学校。

## 沿革
1924年に大阪市八幡屋尋常小学校として開校した。1941年には国民学校令により、大阪市八幡屋国民学校に改称した。
太平洋戦争の戦災で港区が壊滅的な被害を受けたため、区内に20校あった国民学校を本市岡（現在の市岡）・磯路・三先の3校に統合したことに伴い、八幡屋小学校は一旦休校となり三先小学校に統合された。
その後地域の復興により、1949年に菊水小学校（現在の田中小学校）の分校として復興し、翌1950年に独立校として再開校した。

### 年表
- 1924年10月 - 大阪市八幡屋尋常小学校として開校。
- 1941年4月1日 - 国民学校令により大阪市八幡屋国民学校に改称。
- 1944年9月 - 香川県観音寺市に集団疎開。
- 1945年6月1日 - 大阪大空襲で校舎全焼。
- 1946年4月1日 - 休校。三先小学校に統合される。
- 1949年4月 - 大阪市立菊水小学校分校として元の校地に復興。
- 1950年4月1日 - 大阪市立八幡屋小学校として独立・再開校。
- 1953年9月 - 現在地に移転。
- 1963年4月1日 - 大阪市立港晴小学校を分離。
- 1964年 - 校歌制定。
- 1975年4月1日 - 校区の一部を、新設の大阪市立池島小学校へ分離。

## 通学区域
- 大阪市港区 八幡屋1丁目-4丁目。

卒業生は大阪市立港中学校に進学する。

## 交通
- 地下鉄中央線 朝潮橋駅 南西へ約500m。